# Hochfeiler
Hochfeiler (wł. Gran Pilastro) – najwyższy szczyt Alp Zillertalskich o wysokości 3509 m n.p.m., położony na granicy między Austrią (Tyrol) i Włochami (Południowy Tyrol). Na stronę austriacką Hochfeiler opada wysokimi, stromymi ścianami lodowymi, sprawiającymi imponujące wrażenie patrząc znad zaporowego jeziora Schlegeisspeicher; natomiast od strony południowotyrolskiej jest dostępny dla wprawnych turystów górskich.
Pierwszego wejścia na szczyt dokonali Paul Grohmann oraz przewodnicy Georg Samer i Peter Fuchs, 24 czerwca 1865. Wejście odbyło się od strony południowotyrolskiej drogą traktowaną obecnie jako droga normalna.

## Geologia
Szczyt zbudowany jest ze skał metamorficznych, głównie z tzw. gnejsu centralnego (niem. Zentralgneiss). Jest to twarda skała o składzie zmiennym, łupiąca się (szczególnie na Hochfeilerze) w ogromne (wymiary kilkumetrowe), a zarazem dość cienkie (zaledwie kilka centymetrów) tafle. Ich płaszczyzny posiadają cechy łupliwości doskonałej. W pobliżu płd.-zach. grani tafle takie poukładane są w sposób chaotyczny, przypominający niekiedy niewielki ‘domek z kart’. Spotyka się też niekiedy łupki krystaliczne. W skale gnejsowej, a zwłaszcza w łupkach krystalicznych występuje wiele pięknych okazów rozmaitych minerałów, jak albit, przeźroczysty kwarc, zielony chloryt, czarny biotyt, biały kalcyt, czarne amfibole, zielony epidot. Budujące Hochfeiler gnejsy centralne wchodzą w skład tzw. Tauryjskiego Okna Tektonicznego.

## Drogi na szczyt
Normalna droga na szczyt prowadzi płd.-zach. granią. Inną, spektakularną, lecz znacznie mniej popularną drogą, wymagająca dużych umiejętności alpinistycznych jest wejście płn.-wsch. ścianą lodową. Inną drogą o wielkich trudnościach jest wejście płn.-zach. ścianą, zwłaszcza tzw. Kuluarem Hochferneru.
Droga normalna
Punktem wyjściowym drogi normalnej jest schronisko Hochfeiler Hütte, 2710 m. Schronisko to osiągalne jest nieco eksponowaną ścieżką z doliny Pfitscher Tal, do której wjechać można samochodem z południowotyrolskiego miasta Sterzing. Prowadząca do schroniska ścieżka rozpoczyna się na trzeciej serpentynie (wysokość 1728 m n.p.m.) szutrowej drogi jezdnej prowadzącej na przełęcz Pfitscher Joch; czas podejścia wynosi 3 – 4 h. Ze schroniska na szczyt około 2:30 – 3 h. Droga na szczyt, biegnąca generalnie płd.-zach. granią, z licznymi jej obejściami, ma charakter skalny, z płatami śniegu; nieliczne sztuczne ułatwienia. Najlepszym okresem do wejścia jest sierpień i początek września, gdy ilość śniegu jest niewielka i nie zachodzi konieczność przechodzenia stromych, eksponowanych płatów lodowych. Przydatne: czekan, raki i lina, choć ich użycie w dobrych warunkach nie jest konieczne. Z wierzchołka wspaniała panorama obejmująca znaczną część Dolomitów, Alpy Centralne i część Północnych Alp Wapiennych.
Płn.-wsch. ściana
Płn.-wsch. ściana ma charakter lodowy. Jej wysokość wynosi około 600 metrów. Przejście ściany wymaga trudnej wspinaczki w lodzie o nachyleniu do 60 stopni. Punktem wyjścia jest schronisko Furtschaglhaus. Czas przejścia wynosi około 10 godzin. Po przejściu ściany najlepiej zejść na stronę południowotyrolską drogą normalną do schroniska Hochfeiler Hütte, 2710 m.
Płn.-zach. ściana

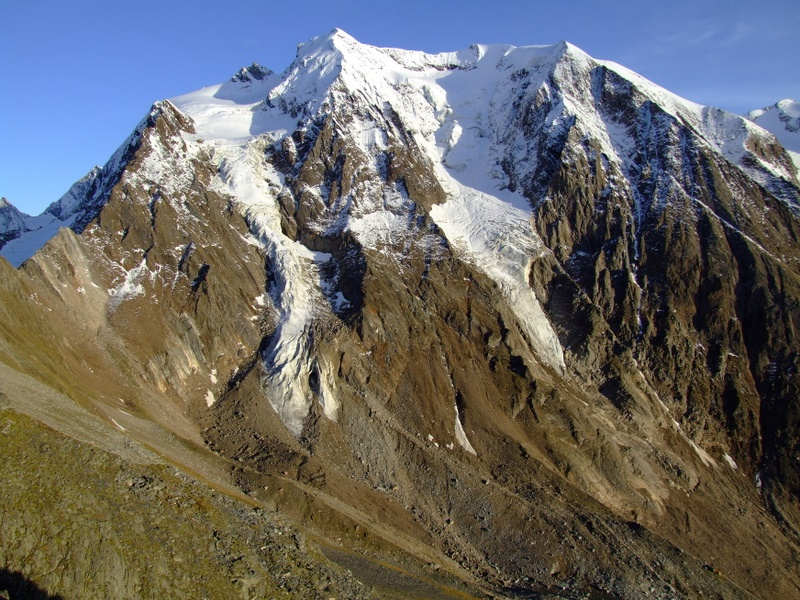
Masyw Hochfeilera. Widok od północy z przełęczy Haupentalscharte (strona południowotyrolska)

Płn.-zach. ściana, widoczna na fotografii zamieszczonej powyżej, nie opada z głównego wierzchołka, lecz z położonego na zachód wierzchołka pobocznego zwanego Hochfernerspitze, 3473 m n.p.m. Ściana ma charakter skalno-lodowy. W jej lewej i środkowej części znajdują się dwa wielkie lodowe kuluary: Greissferner oraz Hochferner. Obydwa widoczne są na zdjęciu. Całkowita wysokość ściany osiąga około 1100 m. Centralnym kuluarem Hochferner prowadzi wspinaczkowa droga lodowa o wielkich trudnościach (nachylenie lodu do 65 stopni). Punktem wyjścia dla przejścia ściany jest niezagospodarowany schron Günter Messner Biwakschachtel.

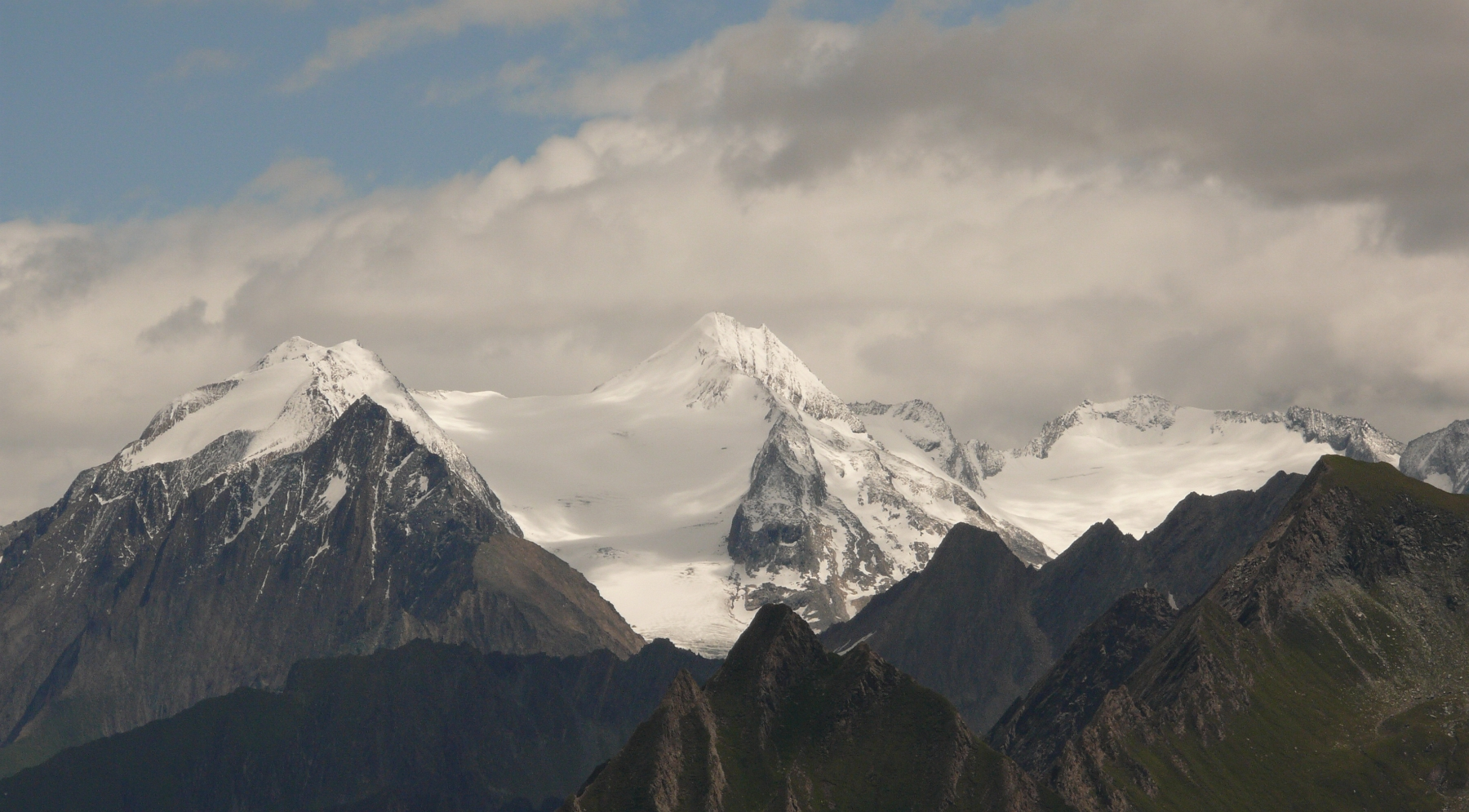
Od lewej: Hochferner, Hochfeiler i Weißzint